# Czarna Woda
Czarna Woda [ˈt͡ʂarna ˈvɔda] (en allemand : Schwarzwasser) est une ville polonaise de la voïvodie de Poméranie située dans le powiat de Starogard. En 2021, la ville compte 2643 habitants.